# Windpark Tolhuislanden
Windpark Tolhuislanden is een windmolenpark gelegen op het grondgebied van de Nederlandse gemeente Zwolle, tussen de spoorlijn Zwolle-Meppel en de A28 nabij het gehucht De Lichtmis.
Het park wordt geëxploiteerd door drie agrarische ondernemers onder de naam Tolhuis Wind BV en bestaat uit vier driebladige Enercon E82-turbines, drie van 2,3 MW en een van 3 MW, die in maart 2012 geplaatst en in mei datzelfde jaar in bedrijf genomen zijn. De molens hebben een ashoogte van 85 meter. Naast elke windmolen is een opstelplaats voor een torenkraan gerealiseerd voor onderhoud en bouw. Tegen de bouw bestond grote weerstand bij omwonenden vanwege verwachte geluidsoverlast, horizonvervuiling en verstoring van een vogelbroedgebied.
Naast het park ligt het Windpark Nieuwleusen-West/Westenwind, dat bestaat uit vier windmolens van hetzelfde type. Daarnaast ligt in de gemeente Staphorst nog het windpark Spoorwind met drie molens.